# Al-Wadschh
Al-Wadschh (arabisch الوجه, DMG al-Waǧh, in der englischen Umschrift Al Wajh) ist eine Hafenstadt in Saudi-Arabien in der Provinz Tabuk.
Die Stadt liegt an der nördlichen Westküste des Landes am Roten Meer. Sie ist eine der größten Städte in der Provinz Tabuk mit einer Bevölkerung von rund 50.000 (2013). Der Flughafen al-Wadschh, der südlich der Stadt an der Küste liegt, bietet nationale Flugverbindungen.

## Geschichte
Lawrence von Arabien eroberte im Januar 1917 al-Wadschh. Der Hafenstadt auf halbem Wege nach Aqaba kam dabei eine entscheidende Bedeutung zu – sie wurde zum Wendepunkt im Feldzug gegen die Osmanen unter Cemal Pascha. Lawrence ließ nach seinem Eintreffen al-Wadschh zum Hauptstützpunkt für Faisal I. ausbauen.